# Messerschmitt AG
Messerschmitt AG (pozneje Messerschmitt-Bölkow-Blohm; kratica MBB) je bilo nemško letalsko in avtomobilsko podjetje, ki je najbolj znano po vojaških letalih druge svetovne vojne (med njimi najbolj znana Bf 109 in Me 262). Podjetje je prestalo vojno, se nato večkrat preimenovalo in/ali združilo, dokler ga ni leta 1989 dokončno prevzelo podjetje DASA, sedaj Airbus.

## Zgodovina
Zgodovina podjetja se začne v nekem drugem podjetju. Willy Messerschmitt je bil od leta 1927 zaposlen v bavarski tovarni letal Bayerische Flukzeugwerke, kjer je vodil razvojni oddelek. Okoli sebe je zbral razvojno skupino, ki je uvajala povsem nove smeri razvoja letal za tiste čase. S potniškim letalom Bf 108 Taifun in lovcem Bf 109 so v drugi polovici 30. let 20. stoletja osvojili več razvojnih tekmovanj.
Iz podjetja Bayerische Flugzeugwerke je 11. julija 1938 nastal Messerschmitt AG s sedežem v bavarskem Augsburgu. Z ustanovitvijo novega podjetja so spremenili tudi kratice pri označbi letal iz Bf v Me, vsa do tedaj zgrajena in razvita letala pa so obdržala staro označbo Bf. Zadnji tako označeni letali sta bili lovec Bf 109 in dvomotorni Bf 110 (Zerstörer), kljub temu, da so ju izdelovali še vrsto let kasneje. Med drugo svetovno vojno je bilo podjetje zadolženo za razvoj modernih letal. To jim je uspelo z izgradnjo letala Me 262 Schwalbe (slov. lastovka), ki je bilo prvo serijsko letalo na reaktivni pogon, in Me 163 Komet na raketni pogon. 
Po vojni se je preimenovalo v Messerschmitt Flugzeug Union-Süd GmbH (MTT-FUS), gradili so bojna letala za vojno letalstvo po drugih licencah, med drugimi tudi Fiat G.91 in F-104 G Starfighter, katerega so spremljali pri testiranju v več kot 10.000 urah letenja. 
Leta 1968 se je podjetje združilo z Bölkov GmbH in preimenovalo v Messerschmitt-Bölkov GmbH, leto pozneje je sledila združitev s Hamburger Flugzeugbau GmbH, podružnico podjetja Blohm&Voss, in preimenovanje v Messerschmitt-Bölkov-Blohm (MBB). MBB je bila takrat največja nemška družba za zračno in vesoljsko tehniko. Leta 1989 jo je prevzela Deutsche Aerospace AG (DASA), ki je leta 2000 postala del koncerna EADS, kasneje preoblikovanega v Airbus.

## Proizvodnja avtomobilov
Podjetje Messerschmitt je izdelovalo tudi avtomobile, nemški konstrukteur Fritz M. Fend je najprej izdeloval kabinske skuterje (nem. Kabinenroller) v Rozenheimu, Januarja 1953 so serijsko proizvodnjo preselili v Regensburg v tovarno Regensburger Stahl- und Metalbau, podružnico podjetja Messerschmitt. Sprva je Fend razvil svoje skuterje (Fend Kabinenroller) kot samo enosedežne, Messerschmitt pa je bil pripravljen v njegovi tovarni proizvajati samo dvosedežne skuterje. Tako je nastal novi prototip KR 175, ki so ga spomladi leta 1953 predstavili na avtomobilskem sejmu v Ženevi ter ga poimenovali Messerschmitt Kabinenroller.